# Дракула восстал из могилы
«Дракула восстал из могилы» (англ. Dracula Has Risen From the Grave, 1968) — британский фильм ужасов режиссёра Фредди Фрэнсиса, снятый на студии Hammer.

## Сюжет
Действие фильма начинается в средней европейской деревне все ещё находящейся под тяжкими бесчинствами  Дракулы. Мальчик обнаруживает в алтаре кровь и находит привязанный к колоколу  труп женщины. Она является очередной жертвой Дракулы.
Через год после того, как Дракула был уничтожен, монсеньор (Руперт Дэвис) приходит в деревню. Жители отказываются посещать мессу в церкви, потому что боятся вездесущего Дракулу. Священник этой церкви видимо, потерял веру. Чтобы положить конец опасениям жителей, монсеньор поднимается к замку на горе, чтобы изгнать Дракулу.
Священник не может следовать за ним на гору, и монсеньор продолжает путь в одиночку. Как только монсеньор начинает процедуру изгнания злого духа, прибив на входных воротах замка крест, поднимается буря сопровождаемая молниями, и священник пытается бежать, но падает и разбивает голову об камень. Его кровь стекает в замерзший ручей, через трещины в оттаявшем льде она стекает на уста графа Дракулы и возвращает его к жизни.
Монсеньор возвращается в деревню, полагая, что священник уже благополучно вернулся, и заверяет жителей, что замок освящен, чтобы защитить их от зла. Он возвращается в свой родной город Клейненберг.
Но монсеньор не знал, что священник находится под контролем воскресшего графа. Дракуле мешает войти в его замок прибитый к воротам крест, и он требует, чтобы порабощенный священник сказал кто сделал это. Дракула и священник отправляются мстить монсеньору, но граф обнаруживает новую жертву для мести - красивую племянницу монсеньора, Марию (Вероника Карлосн). Приехав в город Дракула порабощает девушку из таверны Зену (Барбара Юинг). Зене, несмотря на свою ревность, почти удается заманить к Дракуле Марию. Тем не менее, друг Марии, Пол (Барри Эндрюс) работающий в пекарне под трактиром, спасает её. Дракула жестоко наказывает Зену, за то что она не выполнила его приказа, и убивает её. Священник призван сжечь её труп в огне пекарной печи, прежде чем она превратится в вампира, и затем он помогает найти Дракуле Марию. Дракула приходит к ней в спальню ночью по крышам. Мария становится подвластной ему.
Монсеньор успевает заметить вампира. Дракула бросается в бегство и монсеньор преследует его по крышам. Однако находящийся под властью графа священник, ударяет его и тот теряет сознание. Монсеньор от полученного удара находится при смерти, и призывает Пола помочь уничтожить Дракулу. Пол является атеистом, но он очень любит Марию. Невольно он заручается помощью священника который не в состоянии освободиться от влияния Дракулы, он пытается напасть на Пола. Пол заставляет священника, чтобы он привел его в логово Дракулы в пекарне таверны. Они хотят вогнать кол Дракуле в сердце, однако не заслуживающий доверия священник и атеист Пол не могут завершить обряд должным образом, и Дракула ожив успевает вытащить кол из своей груди.
Он завлекает Марию на крышу, и их преследуют Пол и священник.
Дракула везет Марию к своему замку, и приказывает ей снять металлический крест. Она бросает его через парапет в овраг. Пол настигает графа за пределами замка, и в ходе борьбы Дракула падает через парапет и его тело протыкает крест. Он борется, чтобы освободить себя, у него начинается сильное кровотечение из глаз, ушей, рта и ран. Священник читает молитву Господню и граф Дракула погибает, растворяясь в пыли. Воссоединившись с Марией, атеист Пол глядя на это зрелище перекрестился.

## Роли
- Кристофер Ли - Граф Дракула
- Руперт Дэвис - монсеньор Эрнст Мюллер
- Вероника Карлсон - Мария Мюллер
- Барри Эндрюс - Пол
- Барбара Юинг - Зена
- Эван Хупер  - священник
- Марион Матье - Анна
- Майкл Риппер - Макс
- Джон Д. Коллинз - студент
- Джордж А. Купер - арендодатель

## Производство
Это был первый из фильмов Hammer о Дракуле который снимали на Elstree Studios в Лондоне. Примечательно отсутствие подъездной дороги к замку, тропы для кареты и рва перед замком которые присутствуют в фильмах 1958 и 1966 года. Эти фильмы сделаны на Bray Studios.
Фильм был снят оператором Артуром Грантом использовавшим цветные фильтры принадлежащие режиссёру Фредди Фрэнсису, также оператору по профессии, которые он использовал при съемках фильма Невинные (1961). Всякий раз, когда Дракула (или его замок) появлялись в сценах, края рамки становились малинового и жёлтого оттенка.
Картину должен был снимать Теренс Фишер, но он попал в автокатастрофу и был вынужден оставить режиссёрское кресло Фредди Фрэнсису.
В Австралии, это был первый "хаммеровский" фильм о Дракуле  который приняла цензура; два предыдущих фильма Дракула (1958) и Дракула: Князь Тьмы (1966) были запрещены. Фильм выдержал трехнедельный сезон в сиднейском театре "Капитолий" в январе 1970 года.

## Релиз на DVD
6 ноября 2007 года фильм был выпущен на DVD вместе с фильмами Ужас Дракулы, Вкус крови Дракулы и Дракула 1972 года.